# Marlo (Trance-DJ)

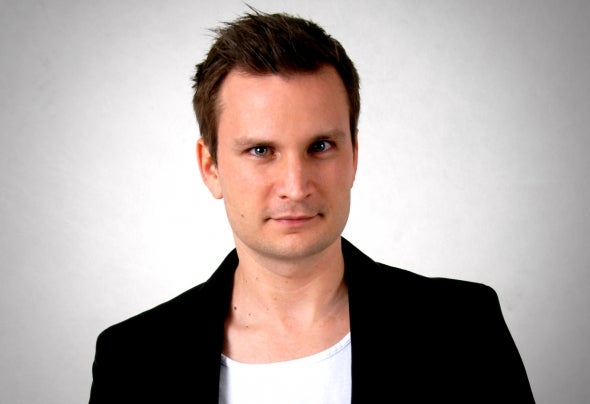
Marlo, 2020

Marlo Hoogstraten (* 1. September 1993), eigene Schreibweise MaRLo, ist ein australischer Trance-DJ mit niederländischen Wurzeln.

## Biografie
Maro Hoogstraten begann seine Karriere im Jahr 2009. Bekanntheit erlangte er durch diverse Remixe unter anderem von Ferry Corstens Brainbox. 2019 veröffentlichte er mit The Power Within die Hymne für das Altitude Festival. Bei seinem eigenen Label, Reaching Altitude, stehen diverse Trance-DJs unter anderem Mark Sixma, Rub!k sowie Heatbeat unter Vertrag. Die Schreibweise MarLo entstand aufgrund von häufigen Verwechselungen mit dem Namen Mario.
Hoogstraten lebt in Australien, er ist mit der Trance-Sängerin Jano verheiratet und hat einen Sohn.

## Diskografie

### Singles

#### 2009
- Alpha
- MaRLo Feat. Kristen Marlo – Is It Real

#### 2010
- MaRLo ft. eM – Capture

#### 2012
- Julie Thompson & MaRLo – Broken Wing
- Showgrounds E.P
- Megalodon E.P
- Lightning / Dreams

#### 2015
- MaRLo featuring Jano – The Dreamers
- MaRLo – Atlantis
- MaRLo – Ignite
- MaRLo featuring Christina Novelli – Hold It Together

#### 2016
- Darkside
- Whisper (feat. Haliene)
- MarLo & MatricK – Blast Off
- MaRLo featuring Emma Chatt – Leave My Hand
- MaRLo – Join Us Now
- MaRLo and Chloe – You And Me

#### 2017
- MaRLo – The Launch
- MaRLo with First State – Falling Down

#### 2018
- MaRLo featuring Emma Chatt – Here We Are
- MaRLo with Roxanne Emery – A Thousand Seas

#### 2019
- MaRLo – The Power Within (Altitude 2019 Anthem)
- MaRLo and Feenixpawl – Lighter Than Air

#### 2020
- MaRLo and Haliene – Say Hello
- Armin van Buuren and MaRLo featuring Mila Josef – This I Vow